# 日本におけるわれわれの役割
『日本におけるわれわれの役割』（原題: Our Job in Japan）は、第二次世界大戦後の連合国軍占領下の日本で、アメリカ陸軍が制作したプロパガンダ映画である。1945年から1952年にかけて日本に駐留するアメリカ軍兵士を対象に作られ、軍国主義国家を平和的な民主主義国家へ移行させる課題を提示している。映画は、日本軍当局者が伝統的な宗教である神道や教育制度を利用して権力を掌握し、民衆を支配し、侵略戦争を推し進めたことに焦点を当てている。
本作は、戦後日本の占領政策の一環として制作されたが、その視点はあくまでアメリカ側のものであり、日本人の意見や視点は十分に反映されていない。現在では、戦後のアメリカの対日政策を理解する上で重要な歴史資料の一つとされている。
この映画は、第二次世界大戦終結後にアメリカ軍が直面した課題の一つ、すなわち「日本国民との関係をどのように築くか」という問題に焦点を当てている。映画のメッセージは、日本人を敵視するのではなく、彼らの思考や行動を理解し、民主主義的価値観を浸透させることがアメリカ軍の役割であるとするものである。
しかし、本作は当時、日本に対して同情的であると見なされていたらしく、連合国軍による日本占領を指揮していたダグラス・マッカーサーの指示により配給が抑制されたとされている。映画に関する詳細な議論は、ジョン・W・ダワーの著書『敗北を抱きしめて――第二次世界大戦後の日本』（原題：Embracing Defeat: Japan in the Wake of World War II）で述べられている。三浦陽一、 高杉忠明による日本語の訳本では、本作のタイトルを『日本におけるわれわれの役割』としている。
本作の制作には、後に有名な映画監督となるフランク・キャプラが関わっていた。脚本は、後にDr.スースの筆名で知られる作家テオドール・ゲイゼルが担当し、編集はエルモ・ウィリアムズが手がけた。両者は、キャプラが率いる軍の映画制作部門の一員として携わっていた。

## 内容
『Our Job in Japan』は、ナレーションを中心に展開され、日本の文化や戦時中のプロパガンダについて解説しつつ、日本人の心理を分析する形式を取っている。映画の冒頭では、日本の軍国主義がどのように育まれたのかを説明し、日本人が戦争によってどのように洗脳されたかを示している。
しかし、この映画の最も重要なポイントは、戦争は終わり、日本人を敵としてではなく、平和のパートナーとして受け入れなければならないという主張である。ナレーションは、日本人全員が軍国主義者ではなく、一般市民は戦争による被害者でもあると強調している。
映画は、アメリカ兵に対して、日本人を敬意を持って扱い、武力ではなく教育と経済復興によって日本を民主的な国家へと導くことが「我々の仕事」だと説いている。このため、単なる反日的プロパガンダ映画とは異なり、日本の未来に対する建設的なビジョンが含まれている点が特徴的である。